# Kleptochthonius oregonus
Espèce
Kleptochthonius oregonus est une espèce de pseudoscorpions de la famille des Chthoniidae.

## Distribution
Cette espèce est endémique d'Oregon aux États-Unis. Elle se rencontre dans les comtés de Curry, de Josephine, de Jackson, de Douglas et de Coos.

## Description
Le mâle holotype mesure 1,57 mm.

## Étymologie
Son nom d'espèce lui a été donné en référence au lieu de sa découverte, l'Oregon.

## Publication originale
- Malcolm & Chamberlin, 1961 : The pseudoscorpion genus Kleptochthonius Chamberlin (Chelonethida, Chthoniidae). American Museum Novitates, no 2063, p. 1-35 (texte intégral).